# Fotografiska
Fotografiska är ett galleri för fotokonst i Stockholm, grundad av bröderna Jan och Per Broman.

## Allmänt
Fotografiska ligger i Stora Tullhuset i Stadsgårdshamnen, vilket uppfördes 1906-1910 och tillskrivs arkitekt Ferdinand Boberg. Fotografiska invigdes den 20 maj 2010 med utställningen A Photographer’s Life 1990–2005 av Annie Leibovitz. Sedan dess har det haft utställningar med bland andra Anton Corbijn, Nick Brandt, Helen Levitt, Robert Mapplethorpe, Sarah Moon, Gus Van Sant och Christer Strömholm samt Anders Zorns privata fotografier som var förlagor för några av hans målningar.
Förutom utställningar arrangerar Fotografiska utbildningar, föreläsningar och workshops och har kafé, restaurang och butik.
Filialer till Fotografiska har öppnats i New York, Tallinn och Berlin.
Under 2020 lämnade bröderna Broman Fotografiska och Elin Frendberg efterträdde som vd.

## Bildgalleri

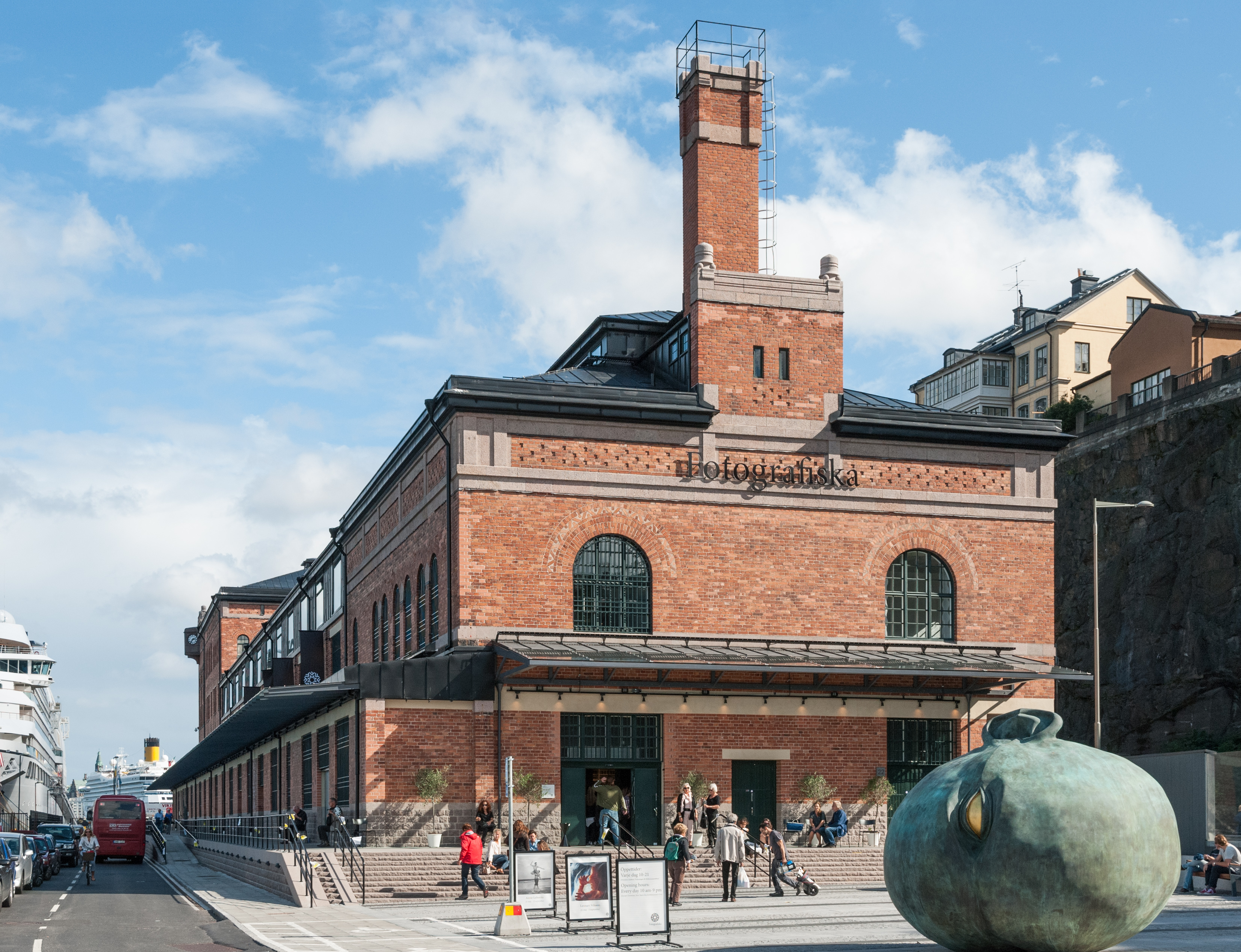
Fotografiskas byggnad
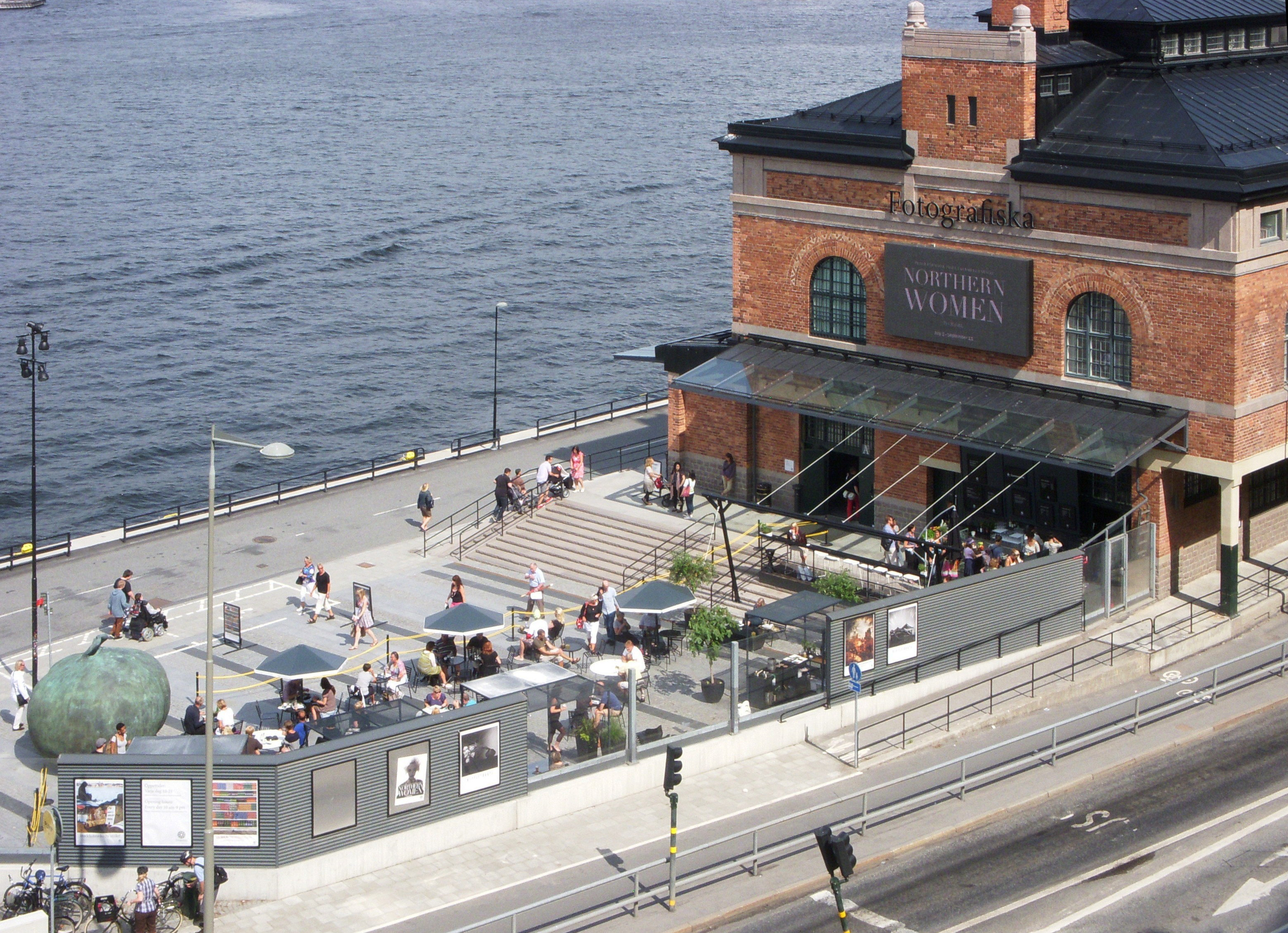
Fotografiskas förplats.
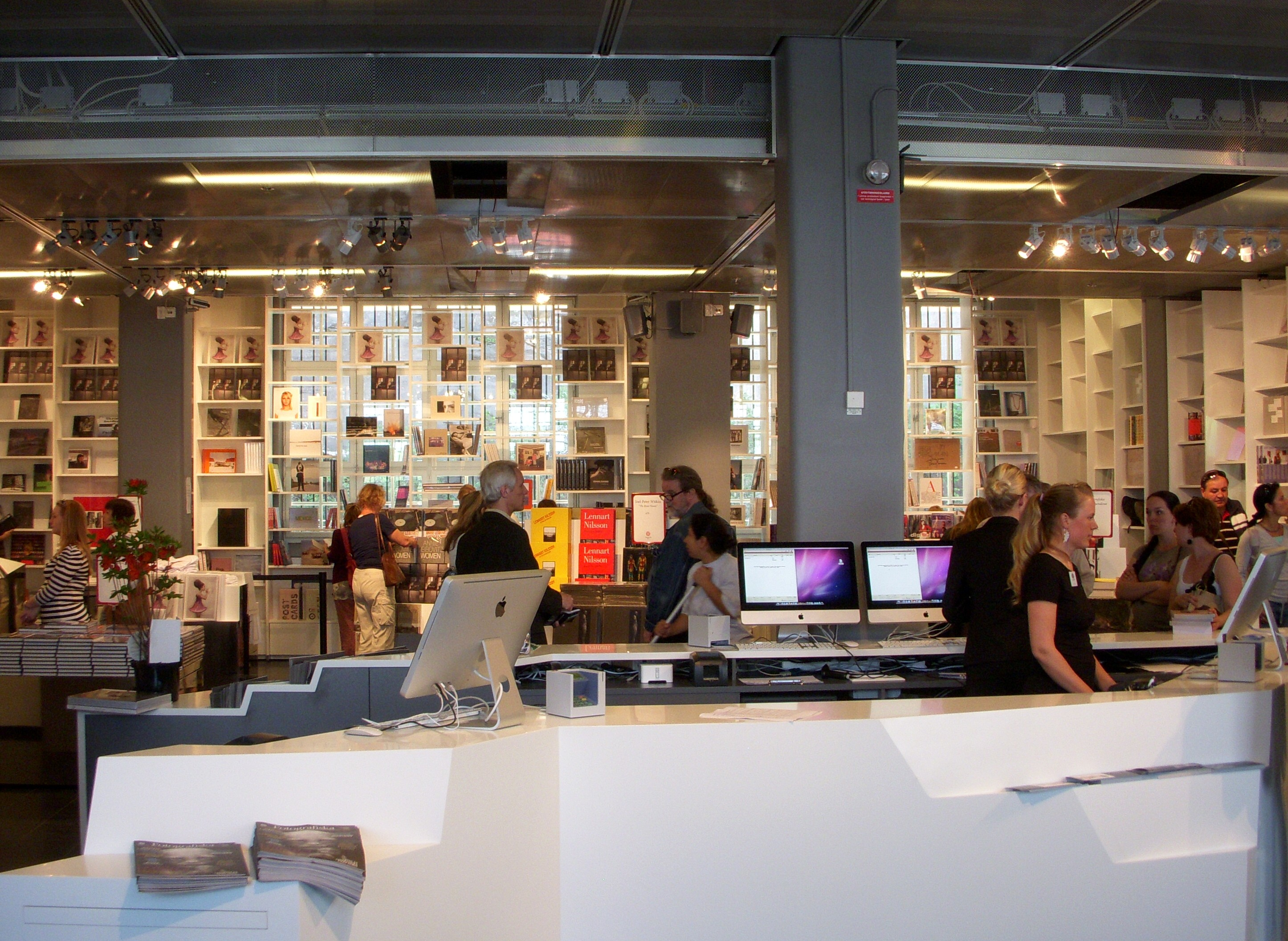
Entréhallen och butiken
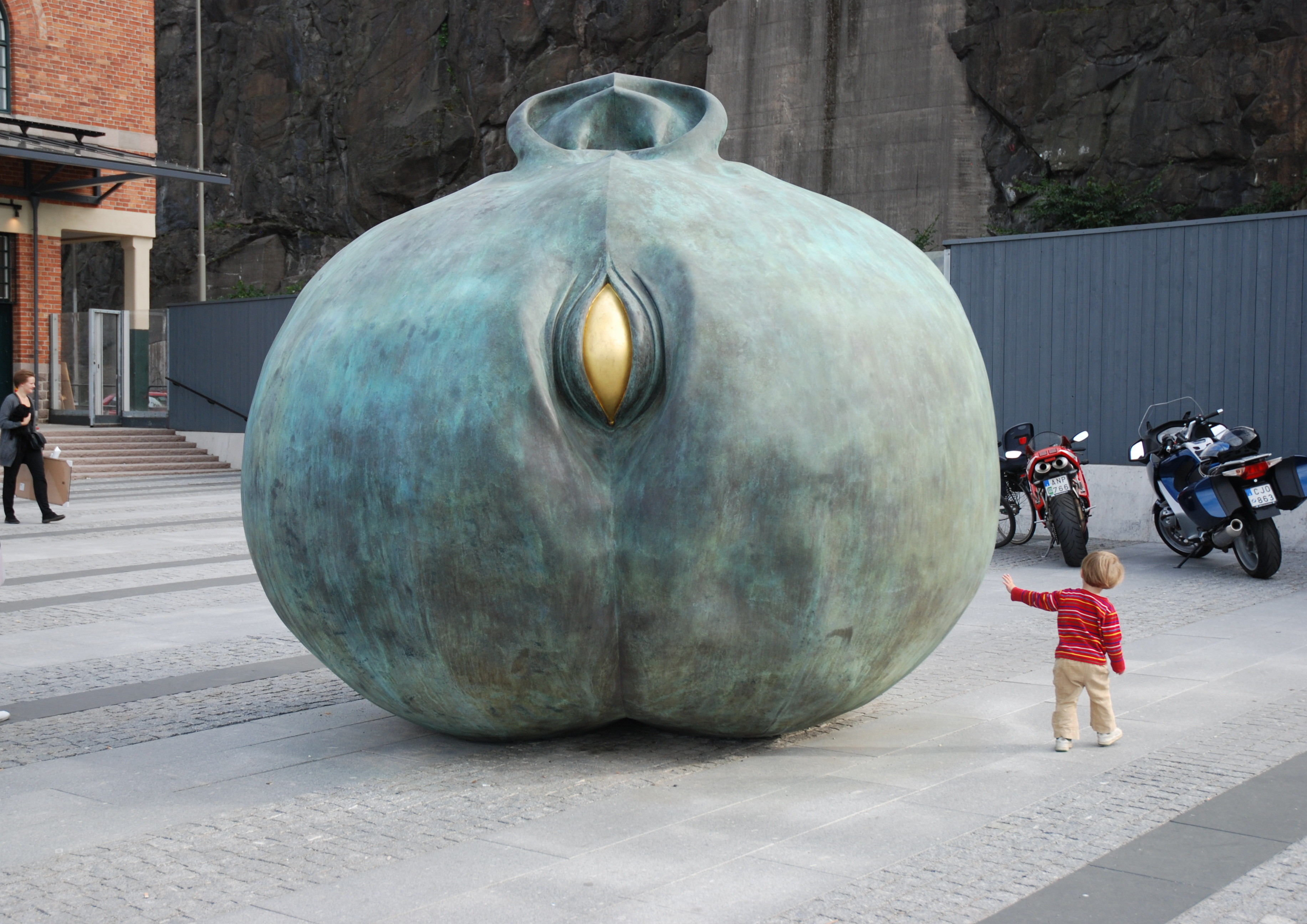
Torso av Dan Wolgers, utanför Fotografiska
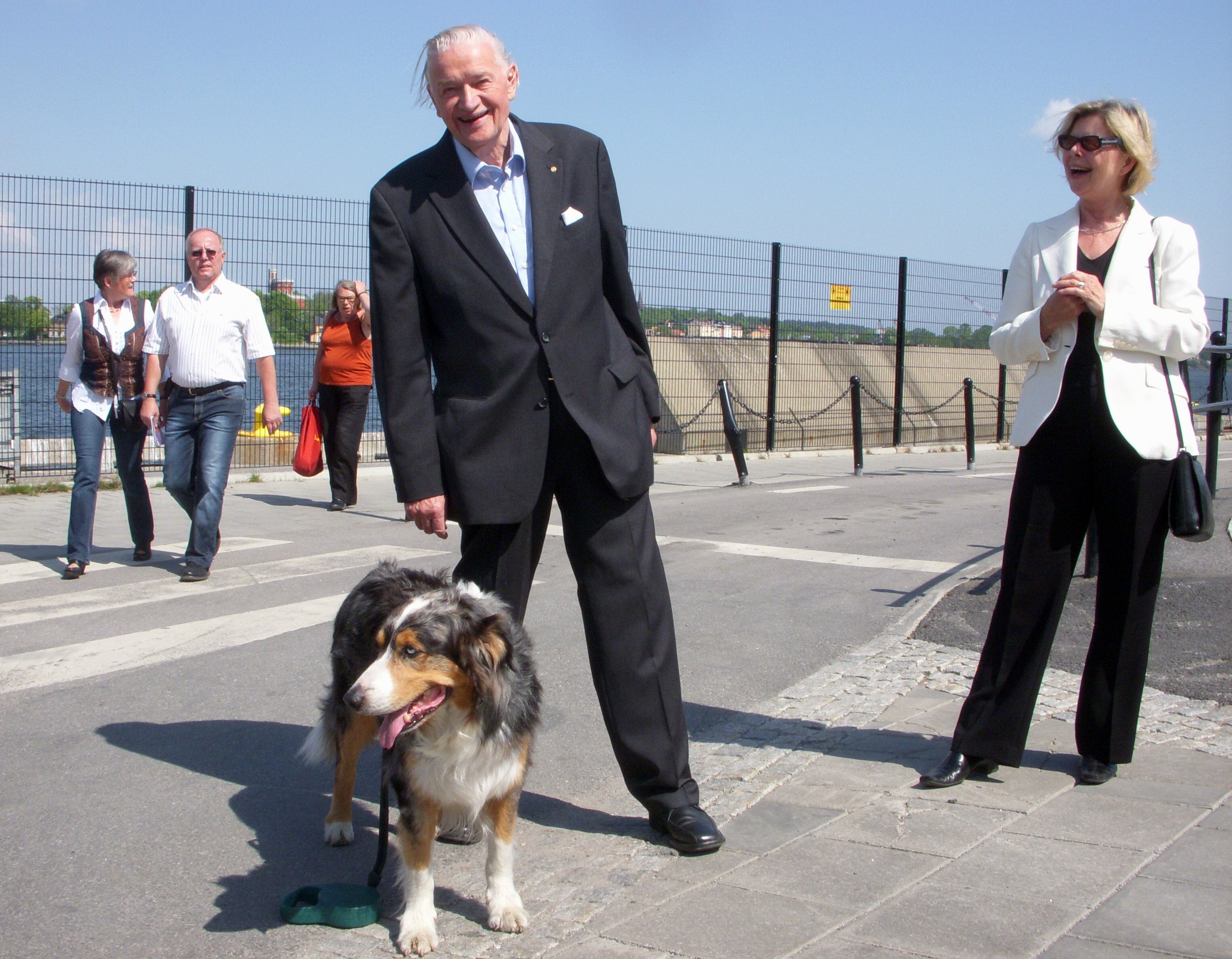
Fotografen Lennart Nilsson på öppningsdagen.